# Khanat du Karabagh
Le khanat du Karabagh ou Karabakh est un État constitué dans l’est de l'Arménie historique, au nord-ouest de l'Azerbaijan historique, sous la suzeraineté Qadjarite. Après avoir été occupé plusieurs fois par l’Empire ottoman puis reconquis par les Séfévides, il est très brièvement le centre d’un petit État arménien avant de devenir indépendant en 1748 sous la dynastie locale des Javanshir. Il est incorporé comme État vassal dans l’Empire russe après le traité de Golestan avant d’être annexé en 1822.

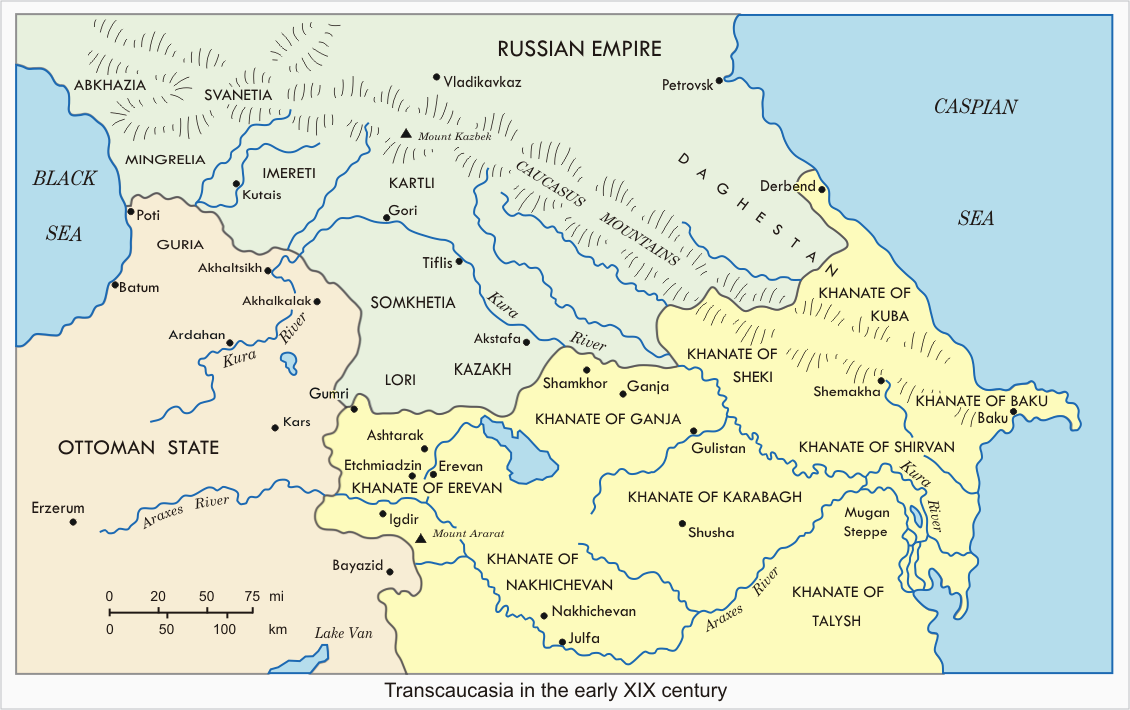
Les khanats de Transcaucasie au début du XIXe siècle.

## Origine
Le territoire du Karabagh est gouverné à l’origine par des petites principautés féodales arméniennes, brièvement vassales du royaume de Géorgie au XIIIe siècle, dans le cadre de l'Arménie zakaride ; la région est ensuite submergée par les invasions des Mongols puis des Turcomans. À la fin du XIVe siècle, le Karabagh est conquis par Tamerlan. La rapide désintégration de son empire laisse place à la domination des Qara Qoyunlu (1410-1468) puis à celle de la confrérie rivale des Aq Qoyunlu (1468-1501) qui règnent sur le pays jusqu’à l’annexion à l’Empire séfévides en 1502. Après de longs combats, le général ottoman Farhâd Pacha occupe finalement en 1588 le Karabagh, au début du règne de Chah Abbas. Les Turcs se maintiennent jusqu’en 1606.

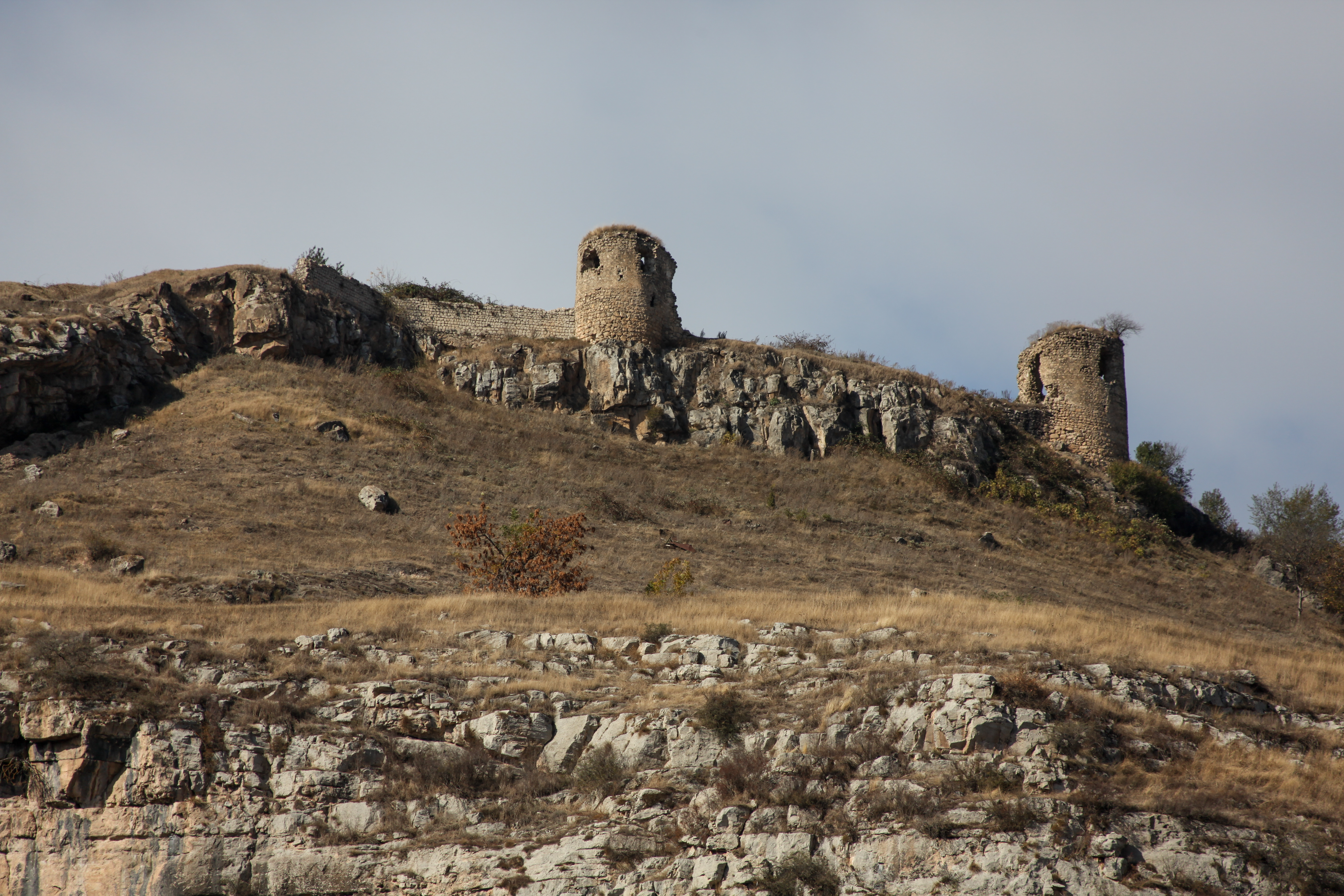
Les ruines de la forteresse Panahabad à Choucha, qui servira de centre du pouvoir du Khanat du Karabakh après 1752

## Khanat iranien

### Création
Au début du XVIIe siècle, l’avance des troupes de Chah Abbas permet aux Séfévides de reprendre le contrôle du Karabagh. Chah Abbas accorde un statut d’autonomie aux méliks arméniens sous l’autorité d’un gouverneur héréditaire séfévide de la famille turcomane de Shahverdi Sultan Ziyad Oghlu, du clan des Kadjars qui contrôlait également Gandja. À partir du début du XVIIIe siècle, l’accélération de la décadence de l’Empire séfévide incite les Ottomans à reconquérir à partir de 1724 la totalité de la Transcaucasie.

### David Bek
Un mélik arménien de Siounie, David Bek, combat l’occupation ottomane et inclut pendant quelques années le Karabagh dans une petite principauté quasi indépendante qui disparaît avec son successeur Makhitar (ou Mékhitar).

### Reconquête iranienne
Après la déposition par les Afghans de Tahmasp II en 1722, un général iranien, le futur Nâdir Châh, restaure la puissance de son pays et reconquiert la région après avoir écrasé les armées ottomanes en 1736 ; il se fait proclamer Chah d’Iran. Le Karabagh revient alors dans le giron iranien et Nâdir Châh reconstitue l’autonomie des principautés arméniennes, sous le nom de Khamsat (« les cinq »), sous l’autorité théorique de Mélik Yegan ou Avan III de Dizak (mort en 1744). La région est confiée comme antérieurement au gouvernement d'Ulughu Khan II Ziyad Oghlu Qajars (1730-1747), qui régnait aussi à Gandja

## Khanat des Javanshir
En 1747, Panah-Ali khan Javanshir, un chef de clan turcoman de la tribu des Sarijah, rameau des Javanshir ou Jevanshir qui, avec leurs associés les Otuz-iki s’étaient opposés au clan kadjar des Ziyad Oghlu, met à profit l’assassinat de Nader Chah, qu’il avait servi comme officier, et la succession sanglante qui suit pour se faire reconnaître khan du Karabagh par Adil Châh, au détriment de son rival Ulurghu Kan II Ziyad Oghlu. Il rejette la suzeraineté iranienne en 1748, établissant ainsi un khanat du Karabagh indépendant.
En 1750, un des méliks arméniens, Shahnazar III Shahnazarian de Varanda (1750-1791), s’empare du pouvoir en mettant à mort son demi-frère Mélik Houssein II (ou Joseph). Il s’attire immédiatement l’hostilité des autres méliks et particulièrement de ceux de Dizat dont était issue la mère de sa victime et de ceux de Khatchen, la famille de l'épouse de ce dernier.
Mélik Shahnazar III, dont la mère était une princesse turc, n’hésite pas pour sortir de son isolement à rechercher l’alliance et la protection de Panah-Ali khan Javanshir. Il donne une de ses filles, Hourizad, comme épouse à son fils Ibrahim Khalil et cède au père de son nouveau gendre un territoire sur le bord du Karkar, Choucha. Panah-Ali Khan y construit rapidement une forteresse et y établit sa capitale sous le nom de « Panatabad », où il transfère le centre de son pouvoir dès 1752. Panah-Ali Khan et son auxiliaire arménien peuvent ensuite faire tuer en 1755 Mélik Allaverdi de Khatchen pour le remplacer par leur obligé Mélik Mirzabek (1755-1775), puis, malgré sa soumission, faire emprisonner et décapiter pour trahison Mélik Allah Ghuli Sultan de Djraberd (1725-1755).
En 1759, Panah-Ali repousse une attaque sur Choucha menée par les troupes de Muhammad Karim Khân, qui avait provisoirement rétabli l’autorité en Perse. Le nouveau maître de l’Iran demande que Panah Ali reconnaisse sa suzeraineté sur la région et il l’invite en 1759 à une entrevue et exige sa soumission. Panah-Ali refuse et est emprisonné à Shiraz où il meurt en 1761 ou 1763.
Son fils Ibrahim Khalil Khan lui succède et va achever son œuvre en mettant fin à l’autonomie des derniers mélikats qui ne reconnaissaient pas encore son autorité. Il n’hésite pas à faire assassiner en 1781 Isaïe de Dizat (1747-1781). En 1783/1784, les méliks Medjloun Israëlian de Djraberd, Abov III Béglarian de Goulistan et Bakhtam Avanian de Dizak, le successeur d’Isaïe, ainsi que le Catholicos d'Albanie du Caucase Hovhannès IX Hasan Jalalian envoient des demandes d'aide au prince Grigori Potemkine. Ibrahim Khlalil intercepte les messages et estime qu'il s'agit d'une trahison. En 1785/1786, il fait emprisonner les trois méliks et le Catholicos. Les deux premiers réussissent à s'échapper. Toutefois, Mélik Medjoun est tué en 1796 à son instigation, tandis qu'Abov III Béglarian se réfugie avec sa famille en Géorgie. Mélik Batham Avanian de Dizak est tué et il fait empoisonner dans sa geôle en 1788 le Catholicos qu'il considérait comme complice.
Pendant ce temps, Agha Mohammad Shah, du clan turcoman kadjar traditionnellement hostile aux Javanshir, est devenu le nouvel homme fort d’Iran. Ibrahim Khalil Khan s’allie de son côté avec Héraclius II de Géorgie, qui est lui aussi menacé par la Perse. Avec son appui, Ibrahim Khalil s’empare en 1782 de Gandja où il se maintient jusqu’en 1784. En 1794, comme le roi de Géorgie et avec les autres khans de Transcaucasie, il refuse l’hommage au nouveau maître de l’Iran.
Au cours de l’été 1795, Agha Mohammad Shah mène sans succès un nouveau siège de Choucha, défendue par Ibrahim et ses vassaux arméniens. Il conduit ensuite ses armées contre Tiflis, la capitale de la Géorgie, qui est prise et pillée (11-20 septembre 1795). En 1797, le Chah d’Iran revient au Karabagh et s’empare cette fois de la capitale pendant qu'Ibrahim Khalil se réfugie au Daghestan.
Après le retrait des Iraniens qui craignent une intervention de la Russie, protecteur officiel de la Géorgie depuis 1783 et la mort d’Agha Mohammad Shah en 1797, un certain Mahmmad Beg gouverne deux mois dans l’attente du retour d’Ibrahim Khalil au Karabagh. L’année suivante, une délégation des méliks conduite par Jamshid, le propre fils aîné de Shahnazar III, dépossédé en faveur d’un cadet, Houssein III, se présente à Saint-Pétersbourg pour implorer l’aide de l’Empire russe (1798).

## Annexion par l’Empire russe
Dès le début de la guerre russo-persane de 1804-1813, la région est occupée par les armées russes. Le général Paul Tsitsianov agit comme un véritable proconsul russe du Caucase. Après avoir fait tuer Djevad Khan de Gandja (1787-1804), puis, l’année suivante, Mohammed Hasan Aga Javenshir, l’un des fils d'Ibrahim Khalil, il impose par intimidation au printemps 1805 aux autres khans de la région la suzeraineté de l’Empire russe. L’historienne Firouzeh Mostashari relève qu’il s’agit de lettres de capitulation rédigées par le général russe que les khans avaient été obligés de signer et qui furent présentées comme des demandes de vassalité pour justifier et valoriser son action auprès de la cour de Saint-Pétersbourg.
Victime de sa brutalité, Tsitsianov est à son tour tué le 20 février 1806 par Hussein Qouli, le khan de Bakou. Ibrahim Khalil, sur le conseil de son fils Abul Fath Khan, profite immédiatement de ce meurtre pour chercher à s’émanciper de la vassalité russe et prend contact avec ses ex-ennemis perses. Il fait secrètement appel aux troupes iraniennes et propose de leur livrer Choucha. Toutefois, un de ses petits-fils, Djafa Kulf Khan, avertit le major Dimitre Tikhonovitch Lisanievitch, qui commandait la garnison de 600 hommes de la ville. Considéré comme un traître, Ibrahim Khalil tente de s’enfuir mais il est tué le 14 juin 1806. Un autre de ses fils, Mekhti Qouli Khan, est admis le 10 septembre 1806 à lui succéder comme vassal de l’Empire russe.
Le traité de Golestan, signé le 12 octobre 1813 entre la Russie et l’Iran, confirme le fait accompli et la cession du khanat du Karabagh à la Russie.
Pressentant l’imminence du déclenchement de la guerre russo-persane de 1826-1828, le khan Mekhti Qouli Khan, craignant pour sa sécurité, s’enfuit dès 1822 en Iran où il meurt en mai 1845. Cette fuite entraîne l’annexion de son État. Pendant la campagne en 1826, le khan, étant venu faire sa soumission, obtient son pardon de la Russie qui le nomme major-général et lui attribue une pension contre l'abandon de tous ses droits.

## Liste des khans du Karabagh

### Khanat iranien
- 1606-1620 : Muhammad Khan Ibn Khalil Ziyad Oghlu Qajars (petit-fils de Shahverdi Sultan, Khan de Gandja) ;
- 1620-1620 : Murshid Qouli Khan, son fils ;
- 1620-1625 : Muhammad Qouli Khan, son fils ;
- 1625-1630 : Daoud Khan Undiladzé ;
- 1630-1650 : Muhammad Qouli Khan, rétabli ;
- 1650-1664 : Mutarza Qouli Khan, également vice-roi de Kakhétie (1659-1664) ;
- 1664 - ? : Urgulu Khan Ier.

### Méliks arméniens
- 1721-1727 : David Bek ;
- 1727-1730 : Makhitar (Mékhitar le sparapet).

### Khanat iranien rétabli
- 1730-1747 : Urgulu Khan II Ziyad Oghlu, également khan de Gandja.

## Khans de la dynastie Javanshir
- 1747-1759 : Panah Ali Khan, mort en prison à Shiraz (1761/1763) ;
- 1759-1806 : Ibrahim Khalil Khan, son frère, exécuté en 1806 ;
- 1806-1822 : Mékhti Qouli Khan, son fils, mort en 1845.